# 王小帅
王小帅（1966年5月22日—），中国独立电影导演，籍贯上海，獲法国文学艺术骑士勋章，被归入中国第六代电影导演。作品以文艺片为主，惜大多数作品未能在中国公映。他對於电影的拍摄始终坚持自己的追求，既采取不同视点，又不脱离普通民众的生活。王小帅本人强调电影在艺术与文化方面的责任与功能，对部分商業電影导演颇有微词。

## 生平

### 早期
1966年，文化大革命爆发，刚出生不久的王小帅便随同父母举家往贵阳，并在那兒学习绘画。改革开放后，在贵阳已生活了十三年的王小帅在1979年遷往武汉，在那裡又生活两年。廓大气派的武汉，给他青春期留下了深刻的记忆。

### 求学
1981年，王小帅考入北京中央美术学院附中。八十年代初期，中国电影开始全面复苏。在学习美术期間，他逐渐对电影产生了兴趣，因此在1985年中学毕业后便考進北京电影学院导演系，而當时，第五代导演正积极探索中国电影的未来，王小帅也如饥似渴般接触着世界各地的电影。

### 导演生涯
1990年，毕业后的王小帅被分配到福建电影制片厂工作。1993年，王小帅回到北京決定自筹资金，独自编剧、执导、制片，終於完成了他的首部黑白电影《冬春的日子》。1994年，他帶著影片参加世界各地的多个电影节并获奖。1995年，该片被英国广播公司评为自电影诞生一百周年以来的一百部佳片，也是唯一入选的中国電影。
其後2000年的电影《十七岁的单车》在国际上影响不小。
2024年2月，王小帅携讲述大跃进及三年困难时期的新片《沃土》参加第74届柏林影展。《综艺》指该片早在2022年10月就已经递交国家电影局审查，而且根据审查部门要求对电影进行50次删减，但迟迟没有拿到俗称“龙标”的电影公映许可证，最后还是决定跳过“龙标”参展。

## 电影作品
| 拍摄时间 | 片名         | 职务                 | 获奖                                                                 | 备注                                               | 在中国大陆上映 |
| 1993年   | 冬春的日子   | 导演                 | 1995年，BBC评为电影诞生以来的100部佳片之一，也是唯一入选的中国影片。 | 黑白电影                                           | 否             |
| 1997年   | 极度寒冷     | 导演                 |                                                                      |                                                    | 否             |
| 1998年   | 扁担·姑娘    | 导演                 | 1999年，入围戛纳电影节一種關注单元                                   |                                                    | 已解禁         |
| 1999年   | 梦幻田园     | 导演                 |                                                                      |                                                    | 是             |
| 2000年   | 十七岁的单车 | 导演                 | 2001年，获得第51届柏林电影节银熊奖                                   |                                                    | 已解禁         |
| 2003年   | 二弟         | 导演                 | 2003年，入围戛纳电影节一種關注单元                                   |                                                    | 否             |
| 2005年   | 青红         | 导演                 | 2005年，获得第58届戛纳电影节評審團獎                                 | 王小帅在颁奖台上激动地说那天恰逢他的生日           | 是             |
| 2004年   | 世界         | 客串演员             |                                                                      | 贾樟柯电影                                         | 是             |
| 2007年   | 左右         | 导演                 | 2008年，获得第58届柏林电影节最佳编剧银熊奖                           |                                                    | 是             |
| 2009年   | 日照重庆     | 导演、编剧           | 2010年，入围戛纳电影节主競賽单元                                     |                                                    | 是             |
| 2012年   | 我11         | 导演、编剧           |                                                                      |                                                    | 是             |
| 2014年   | 闯入者       | 导演、编剧           | 入围第71届威尼斯电影节主竞赛单元                                     |                                                    | 是             |
| 2017年   | 下海         | 监制                 | 奥利维耶·梅斯执导                                                    |                                                    | 否             |
| 2018年   | 大象席地而坐 | 投资人、剧组政治委员 | 2018获得金马奖                                                       | 该片导演已于2017年10月12日自杀，王小帅拒绝对此回应 | 否             |
| 2018年   | 我的镜头     | 导演                 |                                                                      | 纪录片                                             | 是             |
| 2019年   | 地久天长     | 导演、编剧           |                                                                      |                                                    | 是             |
| 2022年   | 旅馆         | 导演                 |                                                                      |                                                    | 否             |
| 2024年   | 沃土         | 导演、编剧           | 入圍第74届柏林電影節新生代單元 獲得第61屆金馬獎最佳改編劇本          |                                                    | 否             |

## 个人生活
前妻是制片人冯郇，两人育有一子王天冉，就读于北京电影学院。2015年5月22日，王小帅与他的女友刘璇（制片人）在北京举行婚礼。

## 荣誉
- 2010年2月24日，法国文化部授予王小帅“法国文学艺术骑士勋章”[5]。